# Gardnos krater
Gardnoskrateret er et meteorkrater i Nes kommune i Buskerud fylke i Norge, beskrevet af geologerne Johan Naterstad og Johannes A. Dons i 1990.  Krateret blev første gang undersøgt under opmåling af Hallingdal i 1948, da statsgeolog O. A. Broch opdagede en ringstruktur bestående af breccie  i et område seks km nord for Nesbyen. 
Krateret er omkring fem km i diameter og skabt af en meteor med en diameter på 250-300 meter for 600-650 millioner år siden.  Krateret ligger nær ved rigsvej 7 i Hallingdal og er nemt tilgængeligt.
Gardnoskrateret er unikt og af stor geologisk værdi også i verdenssammenhæng, idet der løber en flod gennem krateret. Flodens vand har skyllet jordoverfladen væk, så man kigger lige ned på stengrunden. Her kan man se gardnosbreksja, en stenart, som blev dannet ved den høje temperatur, som opstod, da meteoritten slog ned.
Krateret er et af kun tre kendte kratere i Norge (de to andre er Mjølnirkrateret på bunden af Barentshavet og Ritlandskrateret i Rogaland).

## Gardnos i dag
Ved krateret i dag er der kafé og parkeringsplads. Hele krateret er åbent for publikum, og der er gratis adgang. Det er muligt at bestille en guide. 
Geologen Elin Kalleson tog i juni 2009 doktorgrad om gardnosbreksja.  En gruppe geologer besøger jævnligt krateret som et led i geologuddannelsen. Dertil besøges krateret af skoleklasser og turister.